# Александру Кіпчу
Александру Кіпчу (рум. Alexandru Chipciu, нар. 18 травня 1989, Бреїла) — румунський футболіст, фланговий півзахисник клубу ЧФР (Клуж-Напока) та національної збірної Румунії.

## Клубна кар'єра
Народився 18 травня 1989 року в місті Бреїла. Вихованець юнацьких команд футбольних клубів «Бреїла» та «Спортінг» (Пітешті).
У дорослому футболі дебютував 2006 року виступами за «Брашов», в якому провів п'ять сезонів, взявши участь у 76 матчах чемпіонату. Лише у сезоні 2008/09 роках виступав за «Форекс» (Брашов) та «Бреїлу».
До складу клубу «Стяуа» приєднався на початку 2012 року. Відтоді встиг відіграти за бухарестську команду 57 матчів в національному чемпіонаті.

## Виступи за збірні
2006 року дебютував у складі юнацької збірної Румунії, взяв участь у 4 іграх на юнацькому рівні, відзначившись 1 забитими голами.
2011 року дебютував в офіційних матчах у складі національної збірної Румунії. Наразі провів у формі головної команди країни 47 матчів, забивши 6 голів.

## Титули і досягнення
- Чемпіон Румунії (6):

«Стяуа»: 2012-13, 2013-14, 2014-15
ЧФР (Клуж-Напока): 2019-20, 2020-21, 2021-22
- Володар Суперкубка Румунії (2):

«Стяуа»: 2013
ЧФР (Клуж-Напока): 2020
- Володар Кубка Румунії (1):

«Стяуа»: 2014-15
- Володар Кубка румунської ліги (2):

«Стяуа»: 2014-15, 2015-16
- Чемпіон Бельгії (1):

«Андерлехт»: 2016-17
- Володар Суперкубка Бельгії (1):

«Андерлехт»: 2017